# 幻日

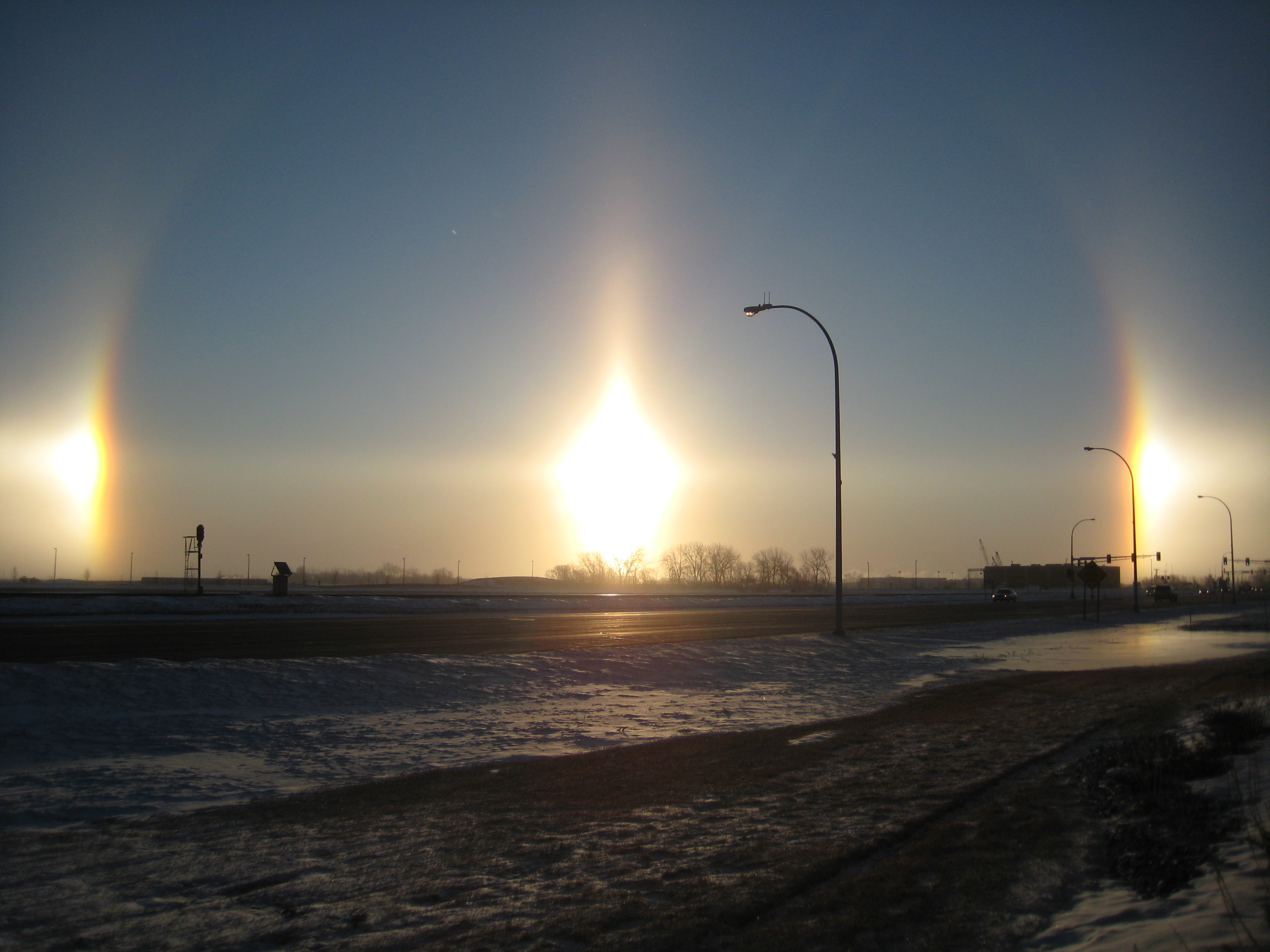
北达科他州法戈出现的明亮幻日

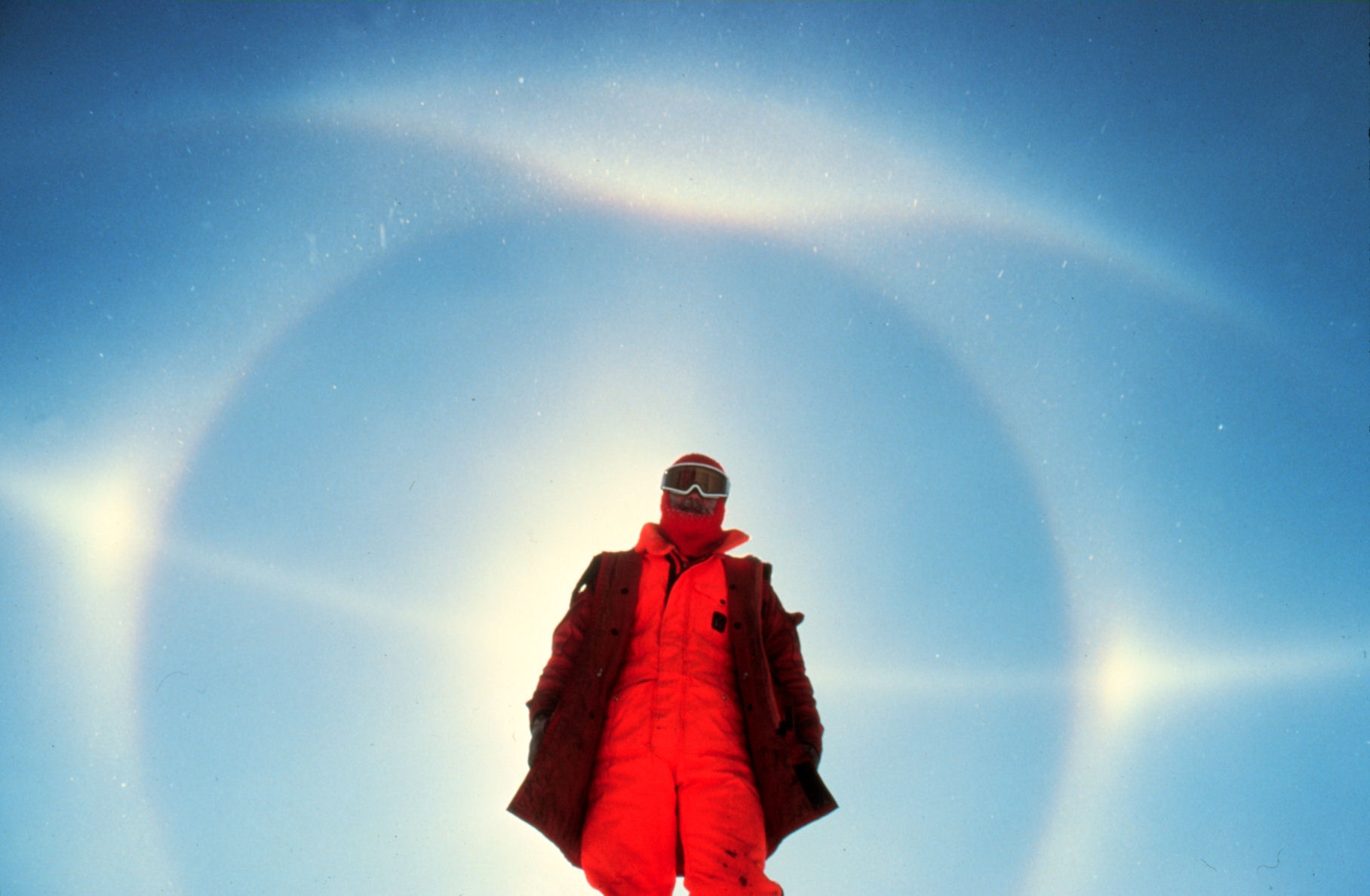
數個光學現象：22度暈（環狀）、幻日（兩個22度暈旁的光點）、幻日環（幻日與太陽中間的水平光弧）

幻日（英語：Sun dogs）是一种大气光学现象，由于天空中的卷雲大量漂浮着六角形冰晶，整齐折射太阳光线，从而在真实太阳位置两侧产生两个太阳的虚像，如沒有較低的雲塊阻礙視野，民众便可看到。幻日通常在日出或日落期間出現，因當時太陽仰角低，接近地平線。而相似的成因若出現在月亮高掛的夜晚，則称為幻月。

## 事件
2013年11月1日上午，在中国内蒙古自治区的赤峰市一带和河北省承德市一带出现了幻日现象，可以同时看到“4个太阳”，甚至个别位置还能看到“5个太阳”。
2016年7月19日傍晚，香港便有市民在大尾篤拍攝到三個太陽同掛在天空上的奇景。不過香港天文台指出能在香港觀察到的機會不多，因為香港山多高樓多，接近地平線的天空容易被障礙物遮擋，減低了觀測到幻日的機會。
2019年12月12日，新疆霍爾果斯市也曾出現幻日現象，可以同時看到三個太陽。
2025年4月18日，广西梧州市的居民发表视频拍到了“七个太阳”，而且“七个太阳”排列整齐。